# 津家庭裁判所
津家庭裁判所（つかていさいばんしょ）は、三重県津市にある日本の家庭裁判所の一つで、三重県を管轄している。略称は、津家裁（つかさい）。松阪、伊賀、四日市、伊勢、熊野に支部を、尾鷲に出張所を置いている。
津家庭裁判所の本庁・支部は津地方裁判所の本庁・支部と同居している。また、本庁・支部・出張所のいずれにも簡易裁判所が併設されている。

## 沿革
- 1948年（昭和23年） - 津家事審判所を設置。
- 1949年（昭和24年） - 津家事審判所を津家庭裁判所と改称。

## 所在地
- 本庁：三重県津市中央3-1　北緯34度43分9.8秒 東経136度30分29秒 / 北緯34.719389度 東経136.50806度
近鉄名古屋線 津新町駅 徒歩15分
JR紀勢線, 近鉄名古屋線, 伊勢鉄道伊勢線 津駅 徒歩30分
- 松阪支部：三重県松阪市中央町36-1　北緯34度34分46.9秒 東経136度32分21.2秒 / 北緯34.579694度 東経136.539222度
JR紀勢線, 名松線, 山田線 松阪駅 徒歩8分
- 伊賀支部：三重県伊賀市上野丸之内130番地の1　北緯34度46分6.7秒 東経136度7分52.8秒 / 北緯34.768528度 東経136.131333度
伊賀鉄道伊賀線 上野市駅 徒歩3分
- 四日市支部：三重県四日市市三栄町1-22　北緯34度57分50.4秒 東経136度37分25.8秒 / 北緯34.964000度 東経136.623833度
近鉄名古屋線, 湯の山線, 四日市あすなろう鉄道内部線 近鉄四日市駅 徒歩10分
JR関西線, 伊勢鉄道伊勢線 四日市駅徒歩10分
- 伊勢支部：三重県伊勢市岡本1丁目2-6　北緯34度29分11.8秒 東経136度42分34.2秒 / 北緯34.486611度 東経136.709500度
近鉄山田線, 鳥羽線 宇治山田駅 徒歩8分
JR参宮線, 近鉄山田線 伊勢市駅 徒歩12分
- 熊野支部：三重県熊野市井戸町784　北緯33度53分25.4秒 東経136度5分44.3秒 / 北緯33.890389度 東経136.095639度
JR紀勢線 熊野市駅 徒歩15分

## 管轄
- 本庁
  - 津市、亀山市、鈴鹿市、松阪市のうち嬉野、三雲の地域振興局管内
- 松阪支部
  - 松阪市（嬉野、三雲の地域振興局管内を除く）、多気郡多気町、明和町、大台町、度会郡大紀町
- 伊賀支部
  - 伊賀市、名張市
- 四日市支部
  - 四日市市、桑名市、いなべ市、桑名郡木曽岬町、員弁郡東員町、三重郡菰野町、朝日町、川越町
- 伊勢支部
  - 伊勢市、鳥羽市、志摩市、度会郡玉城町、度会町、南伊勢町
- 熊野支部
  - 熊野市、南牟婁郡御浜町、紀宝町
  - 尾鷲出張所
    - 尾鷲市、北牟婁郡紀北町

※ただし、四日市を除く各支部の合議事件、松阪・伊賀・伊勢の各支部の少年事件は本庁でそれぞれ取り扱う。

※尾鷲出張所は、家事審判法で定める家庭に関する事件の審判及び調停のみ扱い、その他の事務は熊野支部が扱う。

## 歴代裁判所長
津家庭裁判所長は津地方裁判所長が兼務している。津地方裁判所#歴代裁判所長を参照。